# Yuta Mikado
Yuta Mikado (Saitama, 26 december 1986) is een Japans voetballer.

## Carrière
Yuta Mikado tekende in 2009 bij Albirex Niigata.